# Nabumétone
La nabumétone est un médicament anti-inflammatoire non stéroïdien.

## Usage médical
Est utilisé pour traiter l'inflammation dans des conditions telles que l'arthrose et la polyarthrite rhumatoïde. L'utilisation est recommandée pour une durée aussi courte que possible.

## Effets secondaires
Les effets secondaires courants comprennent les douleurs abdominales, la constipation, les étourdissements, l'enflure, les maux de tête, les éruptions cutanées et les bourdonnements d'oreille ; d'autres effets secondaires peuvent inclure des problèmes rénaux, des crises cardiaques, des saignements gastro-intestinaux, une hypertension artérielle, une anaphylaxie et une insuffisance cardiaque. L'utilisation pendant la dernière partie de la grossesse peut nuire au fœtus. Il fonctionne en bloquant COX-1 et COX-2.

## Histoire
La nabumétone a été approuvée pour un usage médical aux États-Unis en 1991. Au Royaume-Uni, 4 semaines de traitement coûtent environ 7 livre sterling au NHS. Ce montant aux États-Unis coûte environ 26 dollars américains.